# جمال الدين آقوش النجيبي
الأمير جمال الدين آقوش النجيبي الصالحي النجمي نائب السلطنة بدمشق، أمره مولاه الصالح وجعله أستاذ داره وكان يعتمد عليه، وُلِدَ في حدود العشرين وستمائة [بحاجة لمصدر]، وجعله الظاهر أستاذ دار أول دولته، ثم ناب له بدمشق تسع سنين، وصرف بعز الدين أيدمر فانتقل إلى القاهرة وأقام بداره بطالاً عالي المكانة وافر الحرمة، ولما مرض عاده الملك السعيد وكان قد لحقه فالج قبل موته بأربع سنين. وكان شافعي المذهب كثير التحامل على الشيعة لا يملك نفسه في ذلك.

## صفاته
كثير الصدقة حسن الاعتقاد ضخم الشكل جهوري الصوت كثير الأكل.

## وفاته
له أوقاف على الحرمين. توفي سنة سبع وسبعين وستمائة [بحاجة لمصدر]، ومدرسته بدمشق إلى جانب مدرسة نور الدين الشهيد وبنى له بها تربةً وفتح بها شباكين إلى الطريق، ولم يقدر دفنه بها، ووقف خانكاه ظاهر دمشق بالشرف القبلي، وجعل النظر لقاضي القضاة شمس الدين ابن خلكان.